# 後原富
後原 富（せどはら ひさし、1945年11月9日 - 2023年3月14日）は、広島県出身のプロ野球選手（外野手）、高校野球指導者。

## 経歴
広島県安芸郡海田町生まれ。海田高校時代に広島カープの入団テストを受け、参加した69人中唯一合格したが入団せずに駒澤大学へ進学した。東都大学リーグでは、入学直後の1964年春季リーグで優勝を経験するが、その後は優勝に届かなかった。俊足強肩の外野手として活躍し、リーグ通算66試合に出場、182打数43安打、打率.236、2本塁打、9打点。大学同期に当銀秀崇、佐野勝稔がいた。
1967年のドラフト会議で東映フライヤーズに7位指名され入団、1年目から一軍で起用される。1969年10月には一番打者、中堅手として、11試合連続の先発出場を果たし、同年は打率.370の好成績を残す。ジュニアオールスターゲームにも出場した。1970年にはイースタン・リーグで最多安打を記録したが、一軍では打撃面で不振が続き、同年限りで現役を引退した。
選手引退後は駒澤大学に聴講生として通い教員免許を取得し瀬戸内高校の前身の松本商業高校に教師として赴任した。1984年「教諭10年」の特例を満たして元プロ野球選手として初めて高校野球の指導者になり同校野球部監督に就任。プロアマ断絶（柳川事件）後、初めて元プロ野球選手の高校野球監督就任となった。この「教諭10年の特例」という文言は、後原が当時の牧野直隆・日本高校野球連盟会長に直談判し、後原が提案した条件であったという。1991年の第63回選抜高等学校野球大会に監督就任後初の甲子園大会に出場。2000年の第82回全国高等学校野球選手権大会では3回戦に進出した。指導した主な選手に佐藤宏志、延江大輔などがいる。
瀬戸内高校を定年退職後は骨董品店を開業した他、中国の瀋陽体育大学の客員教授となり棒球部の指導に携わり、2012年まで監督を務めた。
2023年3月14日、心不全のため死去。77歳没。

## 詳細情報

### 年度別打撃成績
| 年 度     | 球 団     | 試 合 | 打 席 | 打 数 | 得 点 | 安 打 | 二 塁 打 | 三 塁 打 | 本 塁 打 | 塁 打 | 打 点 | 盗 塁 | 盗 塁 死 | 犠 打 | 犠 飛 | 四 球 | 敬 遠 | 死 球 | 三 振 | 併 殺 打 | 打 率 | 出 塁 率 | 長 打 率 | O P S |
| --------- | --------- | ----- | ----- | ----- | ----- | ----- | -------- | -------- | -------- | ----- | ----- | ----- | -------- | ----- | ----- | ----- | ----- | ----- | ----- | -------- | ----- | -------- | -------- | ----- |
| 1968      | 東映      | 41    | 21    | 20    | 4     | 4     | 0        | 0        | 0        | 4     | 0     | 0     | 1        | 0     | 0     | 1     | 0     | 0     | 5     | 0        | .200  | .238     | .200     | .438  |
| 1969      | 東映      | 21    | 57    | 54    | 10    | 20    | 4        | 0        | 2        | 30    | 6     | 0     | 1        | 0     | 0     | 3     | 0     | 0     | 6     | 0        | .370  | .404     | .556     | .959  |
| 1970      | 東映      | 59    | 85    | 73    | 7     | 11    | 0        | 0        | 0        | 11    | 3     | 3     | 1        | 1     | 0     | 9     | 0     | 2     | 20    | 0        | .151  | .262     | .151     | .413  |
| 通算：3年 | 通算：3年 | 121   | 163   | 147   | 21    | 35    | 4        | 0        | 2        | 45    | 9     | 3     | 3        | 1     | 0     | 13    | 0     | 2     | 31    | 0        | .238  | .309     | .306     | .615  |

- 参考文献[1]

### 背番号
- 27 （1968年 - 1970年）

## 甲子園大会での監督成績
| 大会名                     | 出場校 | 出場数 | 成績   |
| -------------------------- | ------ | ------ | ------ |
| 選抜高等学校野球大会       | 瀬戸内 | 1回    | 1勝1敗 |
| 全国高等学校野球選手権大会 | 瀬戸内 | 1回    | 2勝1敗 |
| 通算                       | 通算   | 2回    | 3勝2敗 |

## 著書
- 『高校野球は頭脳が9割』（東邦出版：2013年）